# Iris ventricosa
Iris ventricosa är en irisväxtart som beskrevs av Pall.. Iris ventricosa ingår i släktet irisar, och familjen irisväxter. Inga underarter finns listade i Catalogue of Life.